# Manual del antisemitismo
El Manual del antisemitismo (en alemán: Handbuch des Antisemitismus) es una obra de referencia de ocho volúmenes publicada por la editorial Walter de Gruyter entre 2008 y 2015, subtitulada «La hostilidad histórica y contemporánea hacia los judíos (en alemán: Judenfeindschaft in Geschichte und Gegenwart). La obra, recopilada y editada por Wolfgang Benz junto con numerosos colaboradores, fue un encargo del Centro de Investigación del Antisemitismo (Zentrum für Antisemitismusforschung) de la Universidad Técnica de Berlín.
El objetivo de la obra es ofrecer una recopilación completa de todo el conocimiento disponible sobre el antisemitismo, probado científicamente y de manera interdisciplinaria, sin limitaciones de tiempo o volumen. Numerosos científicos de renombre en una variedad de disciplinas y de diferentes países han contribuido a la redacción como coautores.

## Volúmenes
- Volumen 1: Países y regiones. De Gruyter Saur, Berlín 2008; ISBN 978-3-598-24071-3; edición corregida 2010: ISBN 978-3-11-023510-4.
- Volumen 2: Personas. En dos volúmenes (A-K y L-Z). De Gruyter Saur, Berlín 2009; ISBN 978-3-598-24072-0 (A-K); ISBN 978-3-598-24072-0 (L-Z).
- Volumen 3: Términos, ideologías, teorías. 2010; ISBN 978-3-598-24074-4.
- Volumen 4: Eventos, decretos, controversias. 2011; ISBN 978-3-598-24076-8.
- Volumen 5: Organizaciones, instituciones, movimientos. 2012; ISBN 978-3-598-24078-2.
- Volumen 6: Publicaciones. 2013; ISBN 978-3-11-025872-1.
- Volumen 7: Literatura, cine, teatro y Arte. 2014; ISBN 978-3-11-025873-8.
- Volumen 8: Suplementos y registro. 2015; ISBN 978-3-11-037932-7.